# امامزاده محمود طیار
امامزاده [سید]نجم الدین مشهور به محمود طیار از اولاد و احفاد موسی بن جعفر است. سیدنجم الدین فرزند امامزاده سلطان ابراهیم (مدفن: ایذه) است.
اولاد و احفاد امامزاده محمود طیار، آنهایی که در استان کهگیلویه و بویراحمد ساکن هستند؛ به سادات محمودی، سادات چاهن یا سادات مشهدی مشهورند.
سایر اولاد و احفاد وی که در بقیه مناطق کشور (مازندران، آذربایجان و قم) ساکن هستند و از نسل دو فرزند پسر دیگر وی می‌باشند؛ به سادات طیار شهرت دارند.
بنای امامزاده محمود طیار مربوط به دوره قاجار است و در شهرستان دنا، روستای درب کلات سادات محمودی واقع شده و این اثر در تاریخ ۷ مهر ۱۳۸۱ با شمارهٔ ثبت ۶۲۷۳ به‌عنوان یکی از آثار ملی ایران به ثبت رسیده است.

## موقعیت مکانی بنا و توصیف شکل ظاهری
بقعه امامزاده محمود ملقب به «طیار» در ضلع جنوب غربی روستای درب کلات از توابع دهستان سادات محمودی بخش پاتاوه شهرستان دنا، در فاصله ۸۰ کیلومتری شهر سی سخت و در میان کوهی معتدل و مرطوب قرار گرفته است. این روستا از جنوب به چشمه روا و روستای فاج، دهگاه و طلایه، از شمال به روستای ده پایین و آبشار مونج و رودخانه خرسان، از مغرب به سلسله کوه شورم و شبلیز و از مشرق به مازه گز و کوه‌های ریک بختیاری محدود است.
در جلد سوم کتاب دایرةالمعارف شجره آل رسول، در مورد این بقعه این چنین آمده است: «بنای قدیم امامزاده در مدخل ورودی قبرستان قدیمی متصل به ضلع جنوب غربی روستا دارای پلان چند وجهی هرمی شکل است که سقف آن را گنبدی مخروطی پهن به ارتفاع شش متر از گچینه و گچ پوشش داده است. این عنصر بر روی شالوده دایره‌ای چند وجهی قرار گرفته که به مرور زمان تار و پود دیوارهای گچی آن ساییده شده و اضلاع ظاهری بنا را محو کرده است. در وسط این بنا با فضایی بیش از ۱۰ متر که در اصطلاح، صحن زیارتگاه را تشکیل داده، مرقد منور قرار گرفته است، که دارای ابعاد ۱۰۰×۱۸۰×۲۰ سانتی‌متر با اندودی از گچ و ساروج پوشش داده شده است، که روی آن را ضریحی چوبی مشبک محافظت می‌کند».
در وضعیت کلی این بنا با توجه به سبک معماری و نوح خاص گنبد و مقایسه آن با معماری امامزاده عبدالله شهر سلطانیه زنجان می‌توان در ردیف آثار ساختمانی اواخر دوره ایلخانی طبقه‌بندی کرد. طرح توسعه بنای جدید امامزاده در سال ۱۳۸۰(ه‍. ش) با تقاضای مردم روستا و اولاد و احفاد آن در مناطق مختلف و با مشارکت اداره کل اوقاف و امور خیریه استان کهگیلویه و بویراحمد مورد بررسی و مطالعه قرار گرفت، که پس از تخریب و تسطیح کامل قبرستان قدیمی اطراف آن در زمینی به مساحت ۱۰۰۰ متر مربع با پلانی به شکل مربع مستطیل اجرا شده که بر فراز شبستان آن گنبدی رفیع با استفاده از فونداسیون فلزی پوشش داده شده است که هنوز در حال ساخت است.
این روستا در دهستان سادات محمودی قرار دارد و براساس سرشماری مرکز آمار ایران در سال ۱۳۸۵، جمعیت آن ۷۲۰ نفر (۱۵۱خانوار) بوده است.

## فرزندان و شاگردان محمود طیار
این امامزاده، پنج فرزند پسر داشته که دو فرزند، با خانواده به مازندران رفته‌اند. اولاد و احفاد ایشان با نام سادات طیار در شمال ایران تا در آذربایجان غربی و شرقی و باکو، و نیز حوالی قم سکونت دارند. سه تیره از اولاد امامزاده، سادات چاهن، سادات بامحمید (بابامحمود) و سادات ؟. سادات مشهدی، تیره‌ای از سادات چاهن هستند. میرسلیمان، جد بزرگ این سادات، از منطقه چاهن به کهگیلویه کوچید و در همان‌جا ساکن شد. چون میرسلیمان زائر مشهد بود، فرزندان وی به نام سادات مشهدی شهرت یافتند.
از مشهورترین شخصیت‌های منتسب به وی، سید ابوالحسن اصفهانی است که چهره‌های بزرگ فقاهت روحانیت شیعه، شاگرد وی بودند.